# Віджа
Дошка віджа, або віджі (англ. Ouija board, МФА: [/ˈwiːdʒə/] або МФА: [/ˈwiːdʒi/]) — спеціальна "магічна" дошка з нанесеними на неї символами та рухомою планшеткою-покажчиком, за допомогою яких душі померлих мають передавати повідомлення учасникам спіритичних сеансів.
Перший розповсюджений комерційний варіант дошки віджа з літерами алфавіту, цифрами від 0 до 9 і словами «так» та «ні» запатентував американець Елайджа Бонд 1890 року. Партнер Бонда, Чарльз Кеннард, запропонував рекламувати спіритичну дошку як давньоєгипетську гру, назва якої, начебто, означає «удача». Проте, імовірно, слово ouija — проста комбінація французького і німецького «так» (фр. oui і нім. ja).
Сплеск популярності дошки віджа припав на Першу світову війну, коли американська медіум Перл Каррен (англ. Pearl Curran, 1883—1937) почала використовувати її аналогічно до китайської магічної скрині фуцзя, за допомогою якої ворожили, креслячи символи на піску.
Спіритична дошка віджа виготовляється з будь-якого сорту дерева, має рівну, найчастіше лаковану поверхню. Існують планшетки-покажчики різного дизайну. Зазвичай вони робляться з тієї ж породи дерева, що й дошка, і для легкого пересування-ковзання по дошці мають поліровану нижню поверхню. Сучасна "магічна" дошка повинна містити обов'язкові символи: літери алфавіту, цифри, слова «так» і «ні», можуть бути й інші символи.
Зазвичай під час сеансу кінчики пальців розташовуються на рухомій планшетці і вона показує символи, що мають відповідати на питання — «так» / «ні» або послідовність букв і цифр, які складаються в якісь слова, фрази, числа. Вказівником вибраного духами символу є або вістря планшетки, або отвір у ній, через який видно певну ділянку спіритичної дошки.
На переконання спіритуалістів і медіумів, пересуванням планшетки керують душі померлих, а помилкові або неправильні відповіді пояснюють існуванням неписьменних духів, з якими відбувається надприродний контакт.
Основні вказівки для роботи з дошкою віджа:
- при роботі вдвох можна покласти дошку посередині на стіл, торкаючись обома руками планшетки-покажчика;
- якщо працює один оператор, то дошка кладеться на коліна, а обидві руки на планшетку;
- якщо букви на дошці нанесені по колу, то й планшетка рухається по колу, зупиняючись на вибраних буквах алфавіту.

Можливе також використання планшетки без дошки. Якщо вона має отвір, то, вставивши олівець, кладуть планшетку на аркуш паперу. У такому випадку відповіддю духів уважається накреслене олівцем на папері.
«Дошкою віджа» також називається спеціальний стіл для візуального контролю переміщень авіатехніки на авіаносцях ВМС США.